# Curtis Callan
Curtis Callan   (North Adams, 11 d'octubre de 1942), Curtis Gove Callan Jr, és un físic teòric estatunidenc i Professor Distingit (emèrit) de Físiques 'James S. McDonnell' a la Universitat de Princeton. Ha fet recerca sobre teories de gauge, teoria de cordes, instantons, forats negres, interaccions fortes, entre molts d'altres temes. Va rebre rebre el Premi Sakurai el 2000 ("per la seva formulació clàssica del grup de renormalització, les seves contribucions a la física dels instantons i a la teoria de monopols i cordes") i la Medalla Dirac el 2004.
Callan es va llicenciar en físiques a Haverford College i es va doctorar a Princeton sota la direcció de Sam Treiman el 1964 amb la tesi "Spherically symmetric cosmological models." Callan és conegut pels seus treballs de trencament d'invariància d'escala (equació de Callan–Symanzik) i també ha fet contribucions davanteres en teoria quàntica de camps i teoria de cordes en les àrees de dinàmica dió-fermió, solitons de corda i forats negres. Entre els seus estudiants de doctorat s'hi inclouen físics coneguts com Vijay Balasubramanian, William E. Caswell, Peter Woit, Igor Klebanov i Juan Maldacena.
Va ser president de l'American Physical Society (APS) el 2010. Va ser elegit Fellow de l'APS el 1971. Callan fou elegit com a membre de l'Acadèmia Americana d'Arts i Ciències el 1987 i com a membre de l'Acadèmia Nacional de Ciències el 1989.